# Clarence Jey
 Der er for få eller ingen kildehenvisninger i denne artikel, hvilket er et problem. Du kan hjælpe ved at angive troværdige kilder til de påstande, som fremføres i artiklen.

Clarence Jey er en australsk musikproducer, multi-instrumentalist, sangskriver og komponist af Srilankanskn afstamning som nu er bosat i USA. Han har været en del af forskellige bandprojekter og har produceret for en række musikere i Australien og USA.
Siden 2010, har Jey arbejdet med at lave musik for ARK Music Factory og dets musikere og har opnået berømmelse som co-writer og producer af Rebecca Black's virale video "Friday". I maj 2011, forlod Clarence Jey Ark Music Factory for at fokusere på hans eget musikproduktionsselskab Music Intersection, hvorefter ban gik videre for at skabe en ny Los Angeles baseret multi-dimensional underholdnings kanal Pop-U-Lar, som er et datterselskab af Popular Media Group. I juni 2011 startede han også MIAM Music Publishing som ejer rettighederne/kontroller kompositionen til "Friday" og som var ansvarlig for for administrationen af alle versioner af "Friday", såvel som firmaet stod for indspilning af Kohl's Black Friday kampagnetemasang fra 2011.

## Biografi
Født af en Tamilsk/Srilankansk familie, voksede Jey op i Australien og fik sin musikalske debut ved at optræde med lokale australske bands. Han har også komponeret og produceret musik i hans studie i Melbourne, og har især produceret for den australske Pop/Rap duo Soul Class, igennem det uafhængige australske pladeselskab, Mushroom Records. 
Jey har sin eksamenen fra Trinity College of Music i London[kilde mangler] og lærte at spille jazzklaver af den Los Angeles-baserede Jazz pianolegende Al Daniels.[kilde mangler] Mens han arbejdede som ingeniør, spillede han i flere bands (både med egne og covernumre) i forskellige klubber, og han producerede musik. 
Han har arbejdet med en række musikere, bl.a Cindy Santini, Samantha Lombardi, Richie Kotzen, og Ladybird. Jey har arbejdet med den australske singer/songwriter Samantha Lombardi på hendes debutalbum, og var med til at skrive og producere musik til det Emmy-vindende tv-serie Growing Up Creepie, som også bød på sange af Lombardi. Samarbejdet resulterede kendingsmelodien til tv-showet samt yderligere materiale dertil. I 2009, optrådte han i USA på Cindy Santini's første single, "Hello My Love", som udkom på hendes debutalbum Making Sound, hos Fontana Distribution/Universal Music .
Jey har samarbejdet med Grammy-sangskriver/produceren Herbie Crichlow, Charlie Mason (Hannah Montana), den engelsk-amerikanske Billboard Dance Chart nr. 1 sangskriver Mick Walsh, Jey har også været med til at lave soundtracket til Slumdog Millionaire, sammen med soundtrack-sangskriveren Wendy Parr, og har arbejdet med den australske musikproducer Paul Wiltshire (Backstreet Boys). Jey har også produceret remixes. I 2010, remixede han Richie Kotzen's top sælgende single "You Can't Save Me". Kotzen var tidligere medlem af glam rock band Poison.
Siden 2010, har Jey været med til at lave musik for Ark Music Factory og dets musikere. De har også skrevet og produceret sangen "Friday", sunget af en af Ark Music Factory's musikere, Rebecca Black. Sangen er blevet nedgjort af Time magasin's hjemmeside, og er blevet en viral sensation på grund af dens kontroversielle modtagelse. Friday kom med i sæson to af Glee hvilket resulterede at Glee-versionen af sangen igen kom på Billboard Top 100, med en bedste placering som nr. 33. Friday opnåede yderligere berømmelse da det blev Kohl's Black Friday kampagnetemasang i 2011.
Efter at have forladt Ark, fortsatte Jey med at producere musik gennem hans eget selskab Music Intersection  hvorefter han skabte det Los Angeles baserede selskab Pop-U-Lar, som har samarbejdet med musikere som Kenny James.